# Distretto di Fermanagh
Il distretto di Fermanagh era una delle suddivisioni amministrative dell'Irlanda del Nord, nel Regno Unito. Fu creato nel 1973. Coincideva quasi completamente con la storica contea di Fermanagh.
A partire dal 1º aprile 2015 il distretto di Fermanagh è stato unito a quello di Omagh per costituire il distretto di Fermanagh e Omagh.